# دنی سنا
دنی سنا (انگلیسی: Dani Sénna؛ زادهٔ ۲۱ ژوئیهٔ ۱۹۹۱) بازیکن فوتبال اهل ایتالیا است.
از باشگاه‌هایی که در آن بازی کرده‌است می‌توان به باشگاه فوتبال آ.ث. میلان و باشگاه فوتبال تورینو اشاره کرد.
وی همچنین در تیم‌های ملی فوتبال بازی کرده‌است.